# إيليا كوفالتشيوك
إيليا فاليريفيتش كوفالتشوك (وُلد في 15 أبريل 1983) هو جناح أيسر محترف سابق في هوكي الجليد من روسيا. لعب لصالح فرق أتلانتا ثراشرز، ونيوجيرسي ديفلز، ولوس أنجلوس كينغز، ومونتريال كنديين،و واشنطن كابيتالز في دوري الهوكي الوطني، بالإضافة إلى أك بارس كازان، وخيميك موسكو أوبلاست، و سانت بطرسبرغ، وأفانغارد أومسك، وسبارتاك موسكو في دوري السوبر الروسي ودوري الهوكي القاري.

## مسيرتة
تطور كوفالتشوك في نظام الناشئين بنادي سبارتاك موسكو، وانضم إلى الفريق الأول في الدوري الروسي الممتاز عام 1999. بعد موسمين مع سبارتاك، انضم إلى فريق أتلانتا ثراشرز في دوري الهوكي الوطني، حيث اختير في المركز الأول في مسودة دخول دوري الهوكي الوطني لعام 2001. بعد ثمانية مواسم مع ثراشرز، تمت مبادلته إلى نيوجيرسي ديفلز في عام 2010، ووقّع معهم عقدًا لمدة 15 عامًا بقيمة 100 مليون دولار، بعد أن رفضت دوري الهوكي الوطني صفقة أخرى بقيمة 102 مليون دولار لمدة 17 عامًا. في عام 2013، غادر كوفالتشوك دوري الهوكي الوطني ليعود إلى روسيا، حيث انضم إلى فريق سانت بطرسبرغ ولعب هناك خمسة مواسم قبل أن يعود إلى دوري الهوكي الوطني في عام 2018. عاد مجددًا إلى دوري الهوكي للقارات لموسم 2020-2021، وبعدها أخذ استراحة لمدة عامين من الهوكي قبل أن يعود في النهاية إلى سبارتاك.
كوفالتشوك يحتل المركز الرابع في تاريخ دوري الهوكي الوطني من حيث عدد الأهداف المسجلة في الوقت الإضافي خلال الموسم العادي (15 هدفًا)، ويحتل المركز الـ18 في معدل الأهداف لكل مباراة (.511)، وهو سابع أكثر لاعب روسي تسجيلًا في تاريخ دوري الهوكي الوطني .اختير كوفالتشوك مرتين لفريق “كل النجوم” في دوري الهوكي الوطني، وفي عام 2004 تقاسم جائزة موريس “روكيت” ريتشارد لأفضل هداف في الدوري مع جيروم إيغينلا وريك ناش.على الصعيد الدولي، شارك كوفالتشوك مع المنتخب الروسي للشباب في بطولتي العالم تحت 18 عامًا والعالم للناشئين، كما لعب مع المنتخب الروسي الأول في بطولة العالم، وكأس العالم، والألعاب الأولمبية الشتوية، حيث فاز ببطولتي العالم في عامي 2008 و2009. وفي أولمبياد 2018، وهي مشاركته الخامسة في الألعاب الأولمبية، حصل كوفالتشوك على لقب أفضل لاعب في البطولة بعدما قاد فريق الرياضيين الأولمبيين من روسيا للفوز بالميدالية الذهبية.